# Onthophagus holosericeus
Onthophagus holosericeus là một loài bọ cánh cứng trong họ Bọ hung (Scarabaeidae).